# Åre (comuna)
Åre (em sueco: Åre kommun) é uma comuna da Suécia localizada no condado de Jämtland, junto a fronteira com a Noruega. Sua capital é a cidade de Järpen e sua segunda cidade é Åre, o centro principal do esqui alpino na Suécia. Tem 7 195 quilômetros quadrados e segundo censo de 2018, havia 11 529 habitantes.
É desde 2010 uma ”zona administrativa de língua lapónica” (Förvaltningsområdet för samiska språket), onde existem direitos linguísticos reforçados para a minoria étnica dos lapões. 
A comuna é cruzada pela estrada europeia E14 (Trondheim (Noruega)-Åre-Järpen-Östersund-Sundsvall) e pela ferrovia do Centro (Storlien-Åre-Östersund-Sundsvall). O aeroporto de Åre-Östersund está localizadon na cidade de Östersund, a uns 90 km a leste de Åre.